# フタタ

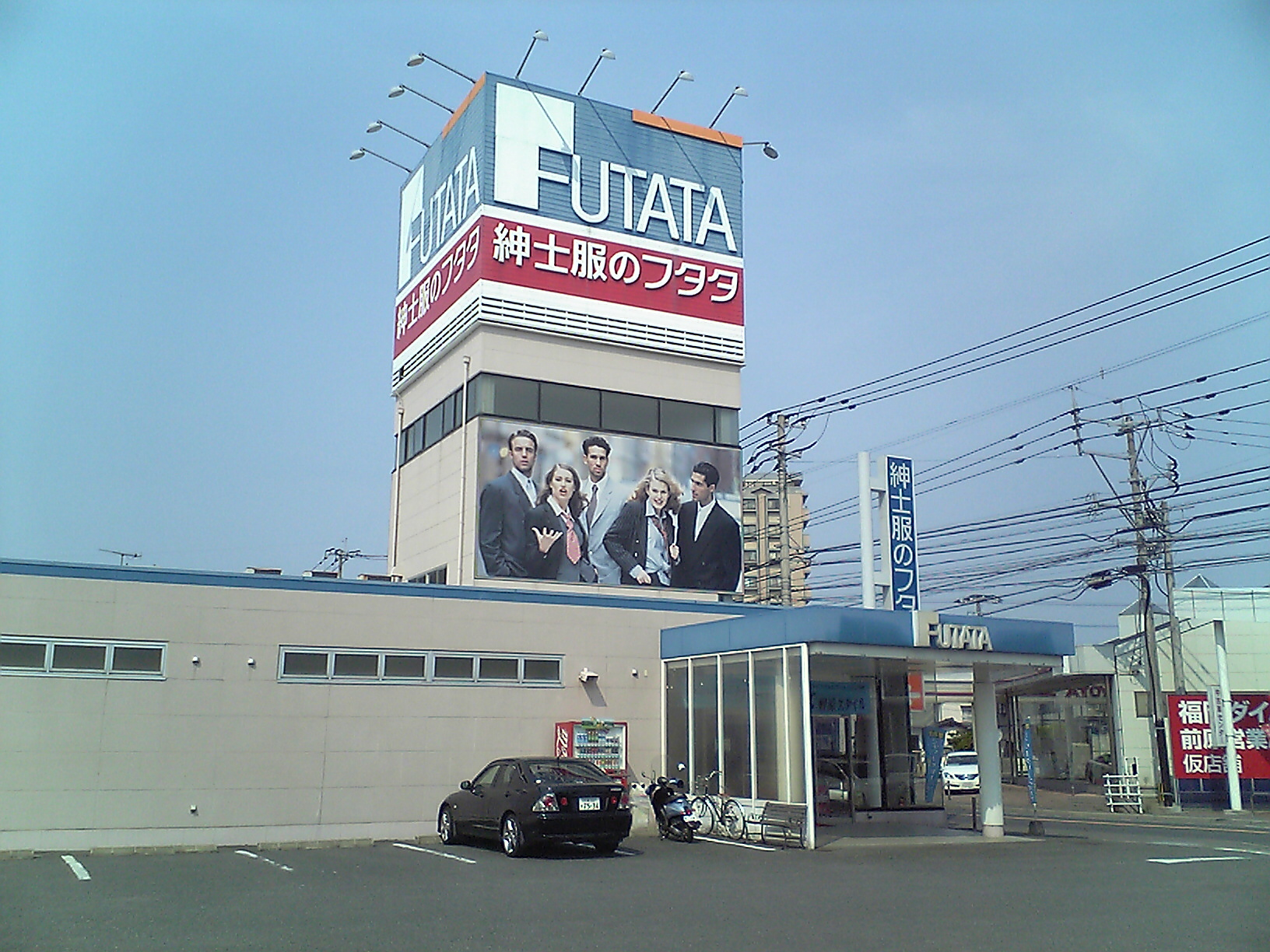
フタタ前原店（福岡県糸島市）

株式会社フタタは、かつて存在した福岡県福岡市中央区天神に本社を置き、九州地方・山口県・沖縄県に紳士服量販店を展開する日本の企業。2020年1月にコナカに吸収合併され、現在はコナカの九州地区部門となり、スーツをはじめとする紳士服などの販売を行うブランドの一つとなっている。

## 沿革
| 年度           | 出来事 |
| -------------- | --- |
| 1952年1月      | 久留米市に二田商店を創業 |
| 1958年2月      | 株式会社二田商店として設立                                                                                                   |
| 1963年2月      | 二田産業株式会社に商号変更                                                                                                   |
| 1982年2月      | 株式会社フタタに商号変更 |
| 1984年8月      | 売上高100億円達成 |
| 1988年4月      | 本社を福岡市に移転 |
| 1990年9月      | 福岡証券取引所に株式上場 |
| 1991年10月     | 大阪証券取引所2部に株式上場                                                                                                  |
| 1993年10月     | カジュアルショップ「スタジアム」展開開始                                                                                     |
| 1997年6月      | ショッピングセンター向け「エフクラブ」展開開始                                                                               |
| 2001年10月     | 均一ショップ「スーツマン」展開開始                                                                                           |
| 2003年2月      | コナカと資本、業務提携 |
| 2006年12月15日 | 株式交換によりコナカの完全子会社化                                                                                           |
| 2008年11月1日  | 福岡天神本店を「FUTATA THE FLAG TENJIN」としてリニューアルオープン                                                           |
| 2010年11月     | 沖縄県に進出 |
| 2015年10月     | トキハ別府店の紳士服売場内（4階）に出店。百貨店への出店は初となる。                                                          |
| 2017年4月25日  | 親会社のコナカが2016年10月から展開している新形態のオーダーメイドスーツショップ「DIFFERENCE」の九州一号店を天神地下街に開店。 |
| 2020年1月1日   | コナカに吸収合併されることに伴い解散。以後はコナカの一部門となる。                                                           |

## 経営統合
2006年8月7日、東日本に拠点を置く紳士服チェーンのAOKIホールディングスがフタタに対し、株式公開買い付け（TOB）により全株式を取得した上での経営統合を提案した。背景には、2007年問題を踏まえ紳士服の需要が長期的には下り坂傾向にあること、業界首位の青山商事がまんべんなく全国展開する中で、業界2位のAOKIが九州地区に販売網を抱えていなかったことに危機感を覚えたとの指摘がある。
一方、2003年にフタタと提携し、AOKIと同様に東日本に拠点を置く業界第4位のコナカ（当時フタタの20.2%の株式を保有する筆頭株主でもあった）はTOBの拒否を訴え、AOKIによる経営統合提案を機に、フタタに対して株式交換などによる完全子会社化を視野に入れた出資比率の引き上げを含めた提携の強化を提案した。
フタタ経営陣は両者の提携提案を比較するために当初の回答期限を延期し、財務アドバイザーの三井住友銀行からの資料を含めて検討を行った結果、8月18日にコナカの経営統合案の受け入れが発表され、これを受けてAOKIは経営統合提案を撤回した。その結果、12月15日に経営統合が実施され、コナカの完全子会社となった。その後、前述の通り2020年1月に吸収合併される形でフタタの社名は消滅した。

## 展開店舗およびグループ会社
基本的には、フタタ時代の店舗を引き継いでいる。
- メンズ&レディスFUTATA
- FUTATA THE FLAG
- SUIT SELECT
- DIFFERENCE

## かつて展開していた店舗
- カジュアルショップ「スタジアム」
- スーツマン

## その他
- コナカと資本・業務提携していることもあり、両社のCMで使用されるサウンドロゴはリズムが同一（メロディは若干異なる）。単独時代はサウンドロゴがなかった。

## 関連人物
- 松岡修造（現在のイメージキャラクター）
- 石川遼（現在のイメージキャラクター）
- 草刈正雄（過去のイメージキャラクター）